# Zdeňka Králová
Zdeňka Králová (* 1. září 1937) byla česká a československá politička Komunistické strany Československa a poslankyně Sněmovny národů Federálního shromáždění za normalizace.

## Biografie
K roku 1971 se profesně uvádí jako dělnice. Pracovala v podniku Železárny Bílá Cerekev Hrádek.
Ve volbách roku 1971 zasedla do české části Sněmovny národů (volební obvod č. 28 - Plzeň-sever-Rokycany, Západočeský kraj). Ve FS setrvala do konce funkčního období, tedy do voleb roku 1976.